# Alexandre Godefroy-Lebeuf
Pour les articles homonymes, voir Godefroy et Lebeuf.
Alexandre Godefroy-Lebeuf (Paris, 21 avril 1852 - Paris, 2 août 1903) est un horticulteur et éditeur de journaux qui militait au début du XXe siècle pour la diversité végétale et les espaces verts à Paris, et qui contribua à tenter de développer la culture de l’hévéa en Afrique.

## Biographie
La famille d’Alexandre Godefroy-Lebeuf était spécialisée dans la botanique depuis plusieurs générations. Le jardin colonial d’un certain Godefroy Lebeuf, exportateur de plantes exotiques, s’étendait autrefois de l’impasse des Brouillards jusqu’à l’actuel maquis de Montmartre. Le jardin disparu, le marquis Jean-Jacques Lefranc de Pompignan y édifia une « folie » en 1772, le château des Brouillards, qui prit le nom d’un ancien moulin de la butte.
De 1881 à 1892, Alexandre Godefroy-Lebeuf et M. le comte François du Buysson créent et publient régulièrement L'Orchidophile, Journal des amateurs d'orchidées. L’écrivain Octave Mirbeau y a collaboré.
En 1897-1898, Alexandre Godefroy-Lebeuf, spécialisé dans le commerce des plantes coloniales, envoie à deux reprises Eugène Poisson, fils de l'assistant en botanique du Museum, J. Poisson, récolter des graines d’hévéa au Brésil, dans la région du Pará.
L’utilisation de ces graines a lieu en Afrique, en 1897 en Guinée, dans le jardin botanique de Camayenne, et au Congo Belge, actuellement République démocratique du Congo, dans le jardin botanique de Boma. Les introductions de Godefroy-Lebeuf sont cependant inférieures à celles originaires des jardins botaniques anglais de Kew.
En mars 1898, c’est le jardin botanique de Paris qui confie des arbres âgés d’un an et demi à la Guinée, ou en 1901, la plantation Gautier compte déjà 4 000 hévéas en 1901.
Plaintes d'un horticulteur sur la triste situation de la section de culture au Museum d'histoire naturelle (1880) fut l'un des premiers ouvrages écrits par Alexandre Godefroy-lebeuf. Au début du XXe siècle, sur fond d’urbanisation et d’industrialisation jugées trop rapides, la mode était aux jardins d’agrément, censés rapprocher l’homme de la nature. La figure de l’horticulteur rivalise alors avec celle de l’ingénieur : Vilmorin, Truffaut, et Godefroy-Lebeuf luttent, à leur manière, contre la froide architecture métallique des Victor Baltard et autres Gustave Eiffel.
La presse de l’époque voit fleurir de nombreux périodiques consacrés au jardinage et à l’horticulture et destinés à la classe moyenne. Parmi ceux-ci, Le Jardin, journal d’horticulture générale bimensuel, publié par la maison Godefroy-Lebeuf à Argenteuil, ville considérée comme l’un des berceaux de l’impressionnisme. 
La revue ouvre en 1887 son premier numéro par ce préambule :

« Jamais à aucune époque, le goût des fleurs, des plantes n’a été aussi général : elles président à toutes les cérémonies, elles sont de toutes nos fêtes, leur consommation a centuplé depuis vingt ans et leur culture industrielle est devenue une source de profits pour bien des régions autrefois déshéritées. »